# Linyphia ferentaria
Linyphia ferentaria är en spindelart som först beskrevs av Eugen von Keyserling 1886.  Linyphia ferentaria ingår i släktet Linyphia och familjen täckvävarspindlar.
Artens utbredningsområde är Peru. Inga underarter finns listade i Catalogue of Life.